# خورشیدگرفتگی ۱۸ مارس ۱۹۸۸
خورشیدگرفتگی ۱۸ مارس ۱۹۸۸ (به انگلیسی: Solar eclipse of March 18, 1988) یک خورشیدگرفتگی از نوع خورشیدگرفتگی کامل است. این خورشیدگرفتگی در تاریخ ۱۸ مارس ۱۹۸۸ میلادی (‎۲۸ اسفند ۱۳۶۶ خورشیدی) روی داد که زمان اوج آن، ساعت ۱:۵۸:۵۶ به‌وقت ساعت هماهنگ جهانی بوده‌است. مدت زمان و طول این خورشیدگرفتگی ۳ دقیقه و ۴۶ ثانیه بود.